# 全国警察柔道選手権大会
全国警察柔道選手権大会（ぜんこくけいさつじゅうどうせんしゅけんたいかい）は、皇宮警察本部、及び各都道府県警察本部所属の警察官柔道選手による個人戦の日本選手権大会。毎年9月に全国警察剣道選手権大会と同時に日本武道館で開催されている。なお2019年度は武道館改修のため5月に繰り上げ開催された。

## 概説
1948年（昭和23年）に始まった全国警察柔道大会は、団体戦以外にも無差別の個人戦が設けられた。1963年からは軽量級、中量級、重量級による体重制が導入された。その後、1969年になると個人戦は全国警察柔道選手権大会という名称で全国警察柔道大会とは別個に開催されることになった。新たに始まったこの大会では、1963年以前のような無差別のみで個人戦が争われた。しかし、1992年より再び軽量級、中量級、無差別による体重制が導入された。さらに1996年からは6階級制となった。女子は1998年から公開競技として長らく無差別のみが実施されてきたが、2008年より2階級制による個人戦が正式に始まった。
現在は男子6階級、女子2階級によって争われている。

## 実施階級
- 男子
  - 66kg級
  - 73kg級
  - 81kg級
  - 90kg級
  - 100kg級
  - 無差別

- 女子
  - 63kg級
  - 63kg超級